# Oneida (Tennessee)
Oneida – miasto w Stanach Zjednoczonych, w stanie Tennessee, w hrabstwie Scott.